# Ruth Schwartz Cowan

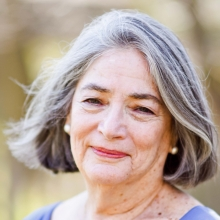
Ruth Schwartz Cowan 2018

Ruth Schwartz Cowan (geb. 1941) ist eine amerikanische Wissenschafts-, Technologie- und Medizinhistorikerin, die für ihre Forschungen zur Geschichte der menschlichen und medizinischen Genetik sowie zur Geschichte der Haushaltstechnologien bekannt ist. Sie ist auch Autorin eines weit verbreiteten Lehrbuchs über die Sozialgeschichte der amerikanischen Technologie.

## Biografie
Cowan wurde in Brooklyn, New York, als Tochter von Betty (einer Hausfrau und Antiquitätenhändlerin) und Louis E. Schwartz (einem Rechtsanwalt und Büroleiter) geboren. Sie besuchte die hervorragenden öffentlichen Schulen in Brooklyn und machte 1957 ihren Abschluss an der Midwood High School. Cowan hat einen B.A. in Zoologie vom Barnard College, einen M.A. in Geschichte von der University of California in Berkeley und einen Ph.D. in Wissenschaftsgeschichte von der Johns Hopkins University. Ihre Dissertation mit dem Titel „Sir Francis Galton und die Erforschung der Vererbung im 19. Jahrhundert“ wurde von William Coleman betreut.
Cowan war von 1967 bis 2002 Professorin für Geschichte an der SUNY Stony Brook. Außerdem war sie von 1985 bis 1990 Direktorin für Frauenstudien und von 1997 bis 2002 Vorsitzende des Honors College. Cowan ist emeritierte Professorin an der University of Pennsylvania.
In ihrem Buch More Work for Mother stellte Cowan fest, dass seit 1700 „der technologische Wandel die Last der häuslichen Arbeit von erwachsenen Männern und Kindern auf Mütter und Ehefrauen verlagert hat“.

## Ehrungen und Auszeichnungen
Cowans „More Work for Mother“ erhielt 1984 den Dexter-Preis der Gesellschaft für Technikgeschichte. Im Jahr 1997 verlieh ihr die Society for the History of Technology außerdem die Leonardo-da-Vinci-Medaille.
Für ihr Lehrbuch A Social History of American Technology erhielt Cowan 2007 den John-Desmond-Bernal-Preis für herausragende wissenschaftliche Beiträge auf dem Gebiet der Wissenschafts- und Technologiestudien (STS).
Im Jahr 2014 wurde Cowan in die American Philosophical Society gewählt.

## Ausgewählte Publikationen
- More Work for Mother: The Ironies of Household Technology from the Open Hearth to the Microwave. Basic Books, 1983, ISBN 0-465-04731-9 (englisch).
- A Social History of American Technology. Oxford University Press, 1997, ISBN 0-19-504605-6 (englisch).
- Heredity and Hope: The Case for Genetic Screening. Harvard University Press, 2009, ISBN 978-0-674-02992-7 (englisch, archive.org).